# Colilodion schulzi
Vous lisez un « article de qualité » labellisé en 2017.
Espèce
Colilodion schulzi est une espèce de coléoptères de la famille des Staphylinidae. Ce petit staphylin brun-rougeâtre, robuste, est connu d'un unique spécimen, une femelle de 2,37 mm de long. Dans le genre Colilodion, il se rapproche des espèces C. concinnus et C. inopinatus par ses antennomères III élargis, mais s'en distingue aisément par la largeur plus importante et constante de ceux-ci, ainsi que par d'autres caractères morphologiques. Il ressemble plus encore à C. colongi, qui ne porte cependant pas autant de soies, notamment. Bien que son mode de vie soit inconnu, la présence de trichomes et la connaissance des espèces apparentées laissent supposer que cet insecte est myrmécophile. L'holotype est collecté en 2009 sur Palawan, aux Philippines, lors d'un tamisage de débris végétaux en forêt de conifères. L'espèce est décrite en 2016 par les coléoptérologues Zi-Wei Yin, de la Shanghai Normal University, et Giulio Cuccodoro, du muséum d'histoire naturelle de Genève, où est déposé le matériel type. La dénomination spécifique du taxon est dédiée au myrmécologue allemand Andreas Schulz, collecteur du spécimen. Sous le nom de « coléoptère lapin », Colilodion schulzi est élu « espèce de l'année 2017 de la Société suisse de systématique ».

## Description

### Morphologie
La morphologie de Colilodion schulzi n'est connue que de son holotype, un individu femelle long de 2,37 mm. L'habitus est brun-rougeâtre et la pubescence est formée de soies courtes et couchées. La tête est allongée, mesurant 0,43 mm de long pour 0,34 mm de large. Elle est resserrée sur son sommet, convexe vu de profil et légèrement en dessous de la hauteur du pronotum. Le sommet de la tête est grossièrement ponctué, le front également mais de façon plus éparse et avec une pubescence fine. Les yeux composés comportent chacun près de 22 facettes et sont divisés par une carène latérale laissant une vingtaine de facettes dorsales et deux ventrales. Les antennes portent trois articles, tous visibles dorsalement et couverts de soies courtes. Les deux premiers antennomères sont courts, mais le troisième est long (0,92 mm) et très élargi (0,39 mm). Le pronotum, long de 0,63 mm, est trapézoïdal, s'élargissant régulièrement vers l'arrière. Les élytres, plus larges que longues, mesurent 0,73 mm par 0,95 mm. Elles sont grossièrement ponctuées et striées longitudinalement et portent de longues et épaisses soies dorées à leur bord postérieur. L'abdomen mesure 0,58 mm de long pour 0,89 mm de large. Les tibias sont resserrés en leur tiers basal et distinctement hérissés de soies sur leur face dorsale.

### Espèces similaires
Parmi le genre Colilodion, C. schulzi se rapproche de C. colongi, qui n'a cependant pas de soies dorées sur la marge apicale du tergite composite ni sur le tergite II, ni de soies dressées sur les tibias postérieurs. C. schulzi et C. colongi se rapprochent des espèces C. concinnus et C. inopinatus qui possèdent également des antennomères III élargis, à la surface dorsale aplatie et présentant des zones lisses. Ces articles antennaires sont cependant élargis sur presque toute leur longueur chez C. schulzi et C. colongi, alors qu'ils sont très nettement resserrés à leur base chez les deux autres espèces. Le pronotum de C. concinnus et C. inopinatus est également moins massif et plus finement ponctué, la base des élytres est plus étroite et leur bord postérieur ne porte pas les soies dorées présentes chez C. schulzi.

## Écologie
Les espèces de la super-tribu des Clavigeritae, dont celles du genre Colilodion, sont présumées myrmécophiles en raison de la présence de trichomes exsudant des phéromones apaisantes favorisant leur adoption par les fourmis,. Les genres de fourmis les plus représentés dans la zone de la localité type de Colilodion schulzi sont Camponotus, Paratrechina et quelques genres de myrmicinés. Le rôle des antennomères élargis n'est pas connu. Leur forme compacte pourrait être une adaptation à la myrmécophilie, permettant peut-être d'éviter leur casse lorsque les coléoptères se font transporter par les fourmis vers leur colonie.

## Répartition et habitat
| \| Carte des Philippines · localité type \| Emplacement de la localité type aux Philippines. |
| Carte des Philippines · localité type                                                        |

L'espèce n'est connue que de la localité type (10° 11′ 37″ N, 118° 52′ 21″ E) située entre 500 et 700 mètres au-dessus du niveau de la mer sur le mont Bloomfield à Sabang, petit village de Palawan (Philippines). Cette localité se trouve au sommet d'une colline au climat assez sec et chaud, avec de nombreux rochers au sol. L'holotype a été collecté lors d'un tamisage de débris végétaux d'une forêt de conifères clairsemée.

## Systématique

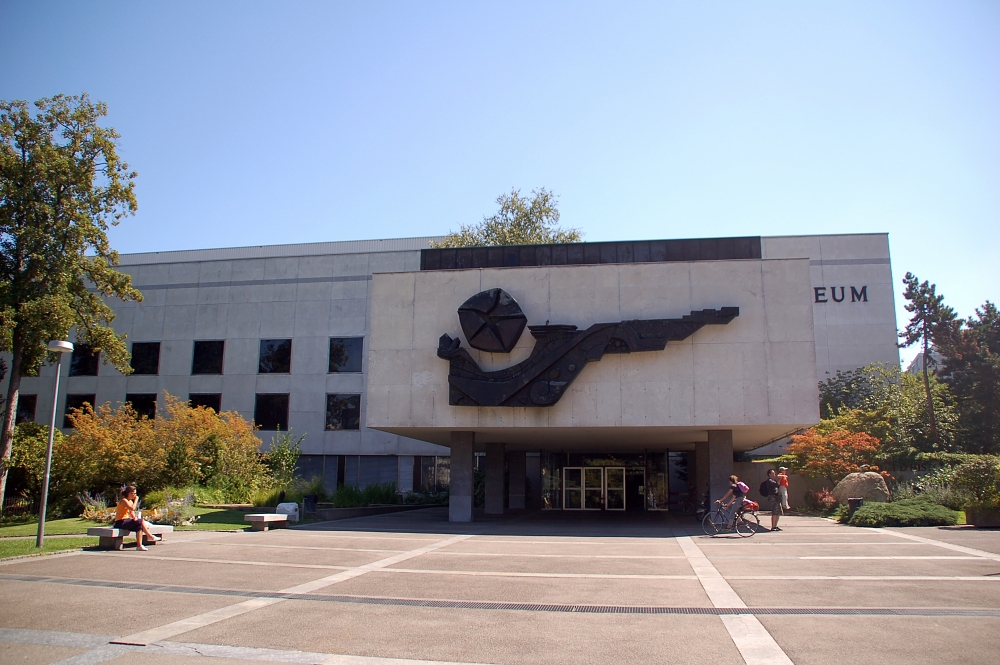
L'entrée du muséum d'histoire naturelle de Genève, où est conservé le matériel type.

L'espèce est décrite en 2016 par les coléoptérologues Zi-Wei Yin (d), de la Shanghai Normal University, et Giulio Cuccodoro, du muséum d'histoire naturelle de Genève, sur la base d'un unique spécimen. Cet holotype, conservé dans l'institution suisse, est une femelle collectée le 10 décembre 2009 par le myrmécologue allemand Andreas Schulz (d), à qui les descripteurs dédient la dénomination spécifique, schulzi. Colilodion schulzi s'ajoute aux sept espèces déjà décrites dans le genre Colilodion. Sa description paraît dans la Revue suisse de Zoologie, accompagnée de la publication des photographies des habitus et d'une clé de détermination dichotomique pour les huit espèces du genre. Le placement systématique exact de ce dernier reste incertain : seul membre de la tribu des Colilodionini, il présente certains caractères le rapprochant des Clavigeritae, où il est placé par le coléoptérologue suisse Claude Besuchet en 1991, et d'autres se rapportant aux Pselaphitae,.

## Dans la culture
En janvier 2017, Colilodion schulzi est nommée « espèce de l'année 2017 de la Société suisse de systématique », parmi 153 espèces décrites par des chercheurs suisses durant l'année 2016. Pour l'occasion, les membres du genre Colilodion se voient désignés par le nom de « coléoptères lapins »,,.